# Magnetisch veld
In de fysica en de elektriciteitsleer is een magnetisch veld een veld dat de ruimte doordringt, en daarin een magnetische kracht op bewegende elektrische ladingen en magnetische dipolen uitoefent. Magnetische velden omgeven elektrische stromen, magnetische dipolen, en veranderende elektrische velden.
De grootte en richting van een magnetisch veld worden samen uitgedrukt in een vector, de magnetische veldsterkte {\displaystyle {\vec {H}}}. Een verwante grootheid is de magnetische fluxdichtheid {\displaystyle {\vec {B}}} (ook magnetische inductie genoemd).

## Geschiedenis
De mens was al vertrouwd met magnetische effecten bijna sinds het begin van de geschreven geschiedenis, maar die effecten hadden allemaal te maken met de eigenschappen van permanente magneten. De studie van elektromagnetische effecten begint met een specifieke ontdekking door Hans Christian Ørsted in de winter van 1819-1820. Hij stelde vast dat een stroom door een draad die op afstand omheen een kompasnaald was gewikkeld, weliswaar geen effect had als de wikkelingen loodrecht op de naald stonden, maar de naald wel deden uitwijken als de wikkelingen er parallel mee liepen. Aangemoedigd door het nieuws van deze ontdekking bracht François Arago er op 11 september 1820 verslag van uit bij de Franse Academie voor Wetenschappen. Nauwelijk een week later beschreef André-Marie Ampère de wederzijdse kracht tussen twee parallelle stroomdraden. Op 30 oktober beschreven Jean-Baptiste Biot en Félix Savart het effect van de proef van Ørsted kwantitatief (wet van Biot-Savart).

## Elektrische en magnetische velden

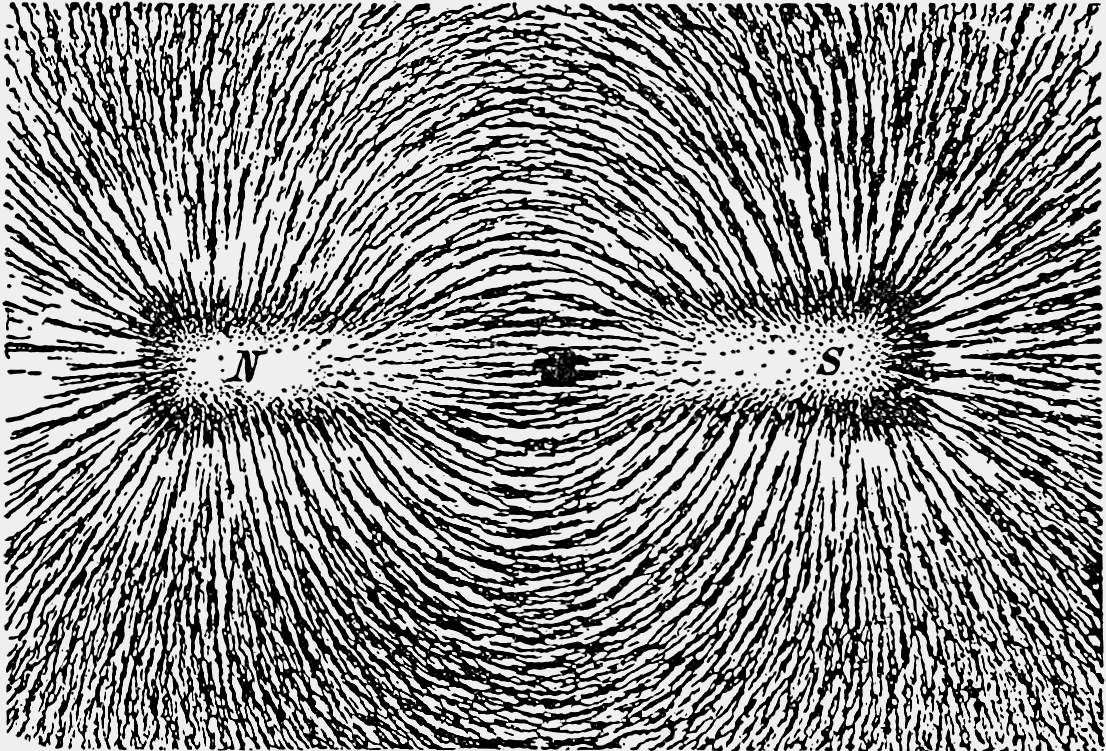
Magnetische veldlijnen gevisualiseerd met ijzervijlsel.

Hans Christian Ørsted, Der Geist in der Natur, 1854

De klassieke mechanica verstaat onder een veld: de aanwezigheid van een kracht op verschillende plaatsen in de ruimte, waarbij de grootte en richting van de kracht kunnen variëren naargelang de plaats. Voorbeelden zijn het zwaartekrachtveld rond een hemellichaam en het elektrostatische veld rond een elektrische lading. In beide gevallen is de grootte van de kracht ook nog evenredig met intrinsieke eigenschappen van het voorwerp waarop de kracht wordt uitgeoefend: de massa bij de zwaartekracht en de lading bij de elektrostatische kracht.
Het wiskundig model voor een dergelijk krachtveld is een vectorveld: een afbeelding van (een deel van) de toestandsruimte naar een vectorruimte. De grootte en richting van het krachtveld in een punt van de ruimte komen overeen met de lengte en de richting van de vector waarop dat punt wordt afgebeeld. Een veldlijn is een (afleidbare) kromme in de toestandsruimte waarvan de raaklijn in ieder punt evenwijdig is met de waarde van het vectorveld in dat punt.
Een elektrostatisch veld wordt geproduceerd door niet-bewegende ladingen en zorgt voor een elektrische kracht op andere ladingen. Een magnetisch veld wordt geproduceerd door de bewegende elektrische ladingen, en wordt daarom ook wel elektrodynamisch veld genoemd. In een magneet bijvoorbeeld wordt het veld veroorzaakt door de bewegingen van de elektronen in het materiaal. 
Een elektrische stroom genereert daarom een magnetisch veld, zoals aangetoond door Ørsted en Ampère.

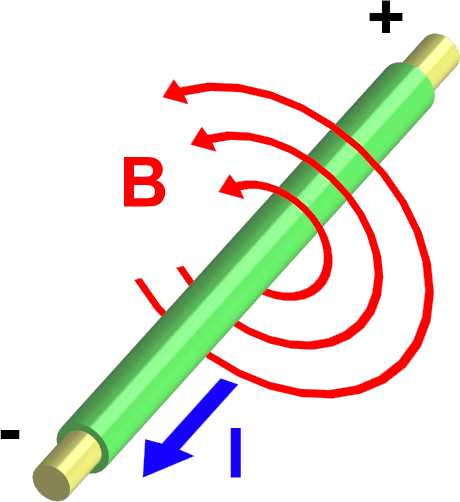
Een elektrische stroom, met een intensiteit I, stromende door een draad creëert een magnetische fluxdichtheid B rondom zichzelf.

Een belangrijk verschil tussen het magnetische veld van een stroom en het elektrische veld van een lading is dat het magnetische veld divergentievrij is. Intuïtief wil dit zeggen dat er geen "bronnen" zijn voor het magnetisch veld, maar dat de pijltjes van het vectorveld netjes op elkaar aansluiten tot veldlijnen die gesloten krommen vormen. Bij het elektrische veld vormen de elektrische ladingen "bronnen" en "afvoerputten" van de veldlijnen: het elektrische veld is alleen divergentievrij in delen van de ruimte waar geen netto elektrische ladingen aanwezig zijn.
De term elektromagnetisme geeft aan dat elektrische en magnetische verschijnselen verstrengeld zijn. Zo zal een veranderlijk magnetisch veld een elektrisch veld opwekken en omgekeerd. Dit heet elektromagnetische inductie en vormt de basis voor de werking van dynamo's, elektromotoren en transformatoren. De wetten van Maxwell vormen de wiskundige uitdrukking van de wisselwerking tussen magnetische en elektrische velden.

## Richting van de kracht

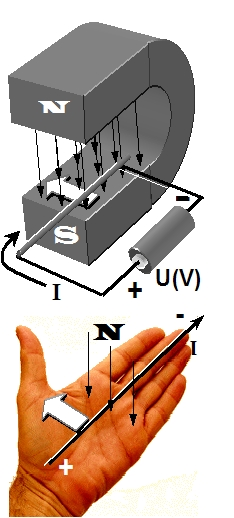
Linkerhandregel

De richting van de kracht kan men bepalen via de linkerhandregel.

## Bekrachtiging
De bekrachtiging is een belangrijk deel van een elektrische machine. Er zijn verschillende woorden die op hetzelfde betrekking hebben. In bijna alle gevallen vindt bekrachtiging plaats door het magneetveld van een elektromagneet of een permanente magneet. Elektromagneten vinden vooral hun toepassing in de elektrische machines. Men spreekt van bekrachtiging, excitatie, magneetveld, inductor, afhankelijk van de taal waaruit de term is overgenomen. 
- Bekrachtiging omdat ze de aanwezige zwakke magneet (remanent magnetisme) krachtiger maken door er een elektromagneet van te maken.

- Exciteren omdat ze de aanwezige ijzerstaaf "exciteren" tot magnetisme.

- Magneetveld omdat ze een magneet worden en er dus een "magnetisch veld" aanwezig is.

- Inductor omdat deze stilstaande magneet een stroom induceert in de draaiende spoelen; of omdat de draaiende magneet een stroom induceert in de stilstaande spoel.

In een dynamo wordt een deel van de opgewekte stroom gebruikt voor het opwekken van het magneetveld, (serie, shunt of compoundbekrachtiging), waardoor men geen permanente magneten of een afzonderlijke batterij meer nodig heeft voor het opwekken van het magneetveld (bekrachtiging of exitatie). Werner von Siemens gaf dit principe de naam "dynamo" (van het Grieks dunamis: energie). Deze is dus "selfsupporting". Hij voorziet in zijn eigen behoeften aan gelijkstroom voor de voeding van zijn elektromagneet. Hij genereert zelf zijn gelijkstroom voor zijn eigen elektromagneet. Hierdoor zijn de huidige krachtige elektrische alternatoren en dynamo's mogelijk.

## De verschillende bekrachtigingen toegepast in elektromotoren

### Onafhankelijk bekrachtigde motor
Bij motoren met onafhankelijke bekrachtiging wordt de bekrachtigingsspoel - die zorgt voor het bekrachtigingsveld - gevoed uit een aparte spanningsbron, zodat deze onafhankelijk van de ankerspanning geregeld kan worden. Omdat het bekrachtigingsveld van deze motor onafhankelijk is van de belasting, zal het toerental bijna constant blijven bij een toenemend koppel. Wel moet ermee rekening gehouden worden dat het toerental zal toenemen (motor versnelt) bij het verzwakken van de bekrachtiging, waarbij de motor op hol zal slaan, als de bekrachtiging wegvalt.

### Seriemotor
Bij de seriemotor staat de bekrachtigingsspoel in serie met de ankerwikkeling. Deze seriewikkeling is opgebouwd uit weinig windingen van dik koperdraad. De specifieke eigenschap van deze motor is dat het toerental omgekeerd evenredig is met het koppel, ofwel hoe lager de belasting hoe sneller het anker zal draaien. Daarom mogen seriemotoren nooit onbelast gebruikt worden, omdat de motor dan op hol zal slaan. De seriemotor wordt toegepast waar hoge aanloopkoppels worden vereist, zoals als tractiemotor in elektrische treinen en trams. Ook de startmotor in de auto is een seriemotor. Veel handgereedschappen zoals boormachines gebruiken ook seriemotoren. Als basisbelasting wordt daar gebruikgemaakt van een ventilator, die tevens voor koeling zorgt.

### Shuntmotor
Bij de shuntmotor staat de bekrachtigingsspoel parallel met de ankerwikkeling. Deze shuntwikkeling is opgebouwd uit veel windingen van dun koperdraad. De eigenschappen van de shuntmotor komen overeen met die van de onafhankelijk bekrachtigde motor. De shuntmotor wordt voornamelijk toegepast in machines die werken met een constant toerental bij wisselende belastingen, zoals hijskranen en liften, alsmede bij aandrijvingen waar het toerental geregeld moet worden.

### Compoundmotor
De compoundmotor is een combinatie van de twee bovengenoemde motoren; hij bezit zowel een serie- als een shuntbekrachtigingswikkeling. De eigenschappen van deze motor liggen tussen die van de serie- en de shuntmotor in.
- Gecompounde seriemotor: Sterk serieveld met een zwak shuntveld geeft een motor met een hoog aanloopkoppel zonder het risico dat de motor op hol slaat. Het aanwezige shuntveld voorkomt dit.
- Gecompounde shuntmotor: Sterk shuntveld met een zwak serieveld geeft shuntmotor met een groter aanloopkoppel dan de standaard shuntmotor. Nadeel is dat het toerental afneemt bij toenemende belasting. Daarom wordt bij dit type motor nadat de motor is aangelopen, de seriewindingen kortgesloten.
- Tegengecompounde motor: Sterk shuntveld met een tegengesteld zwak serieveld zorgt dat bij een toenemende belasting het toerental altijd constant blijft.

## Toepassingen

### Hall-effect

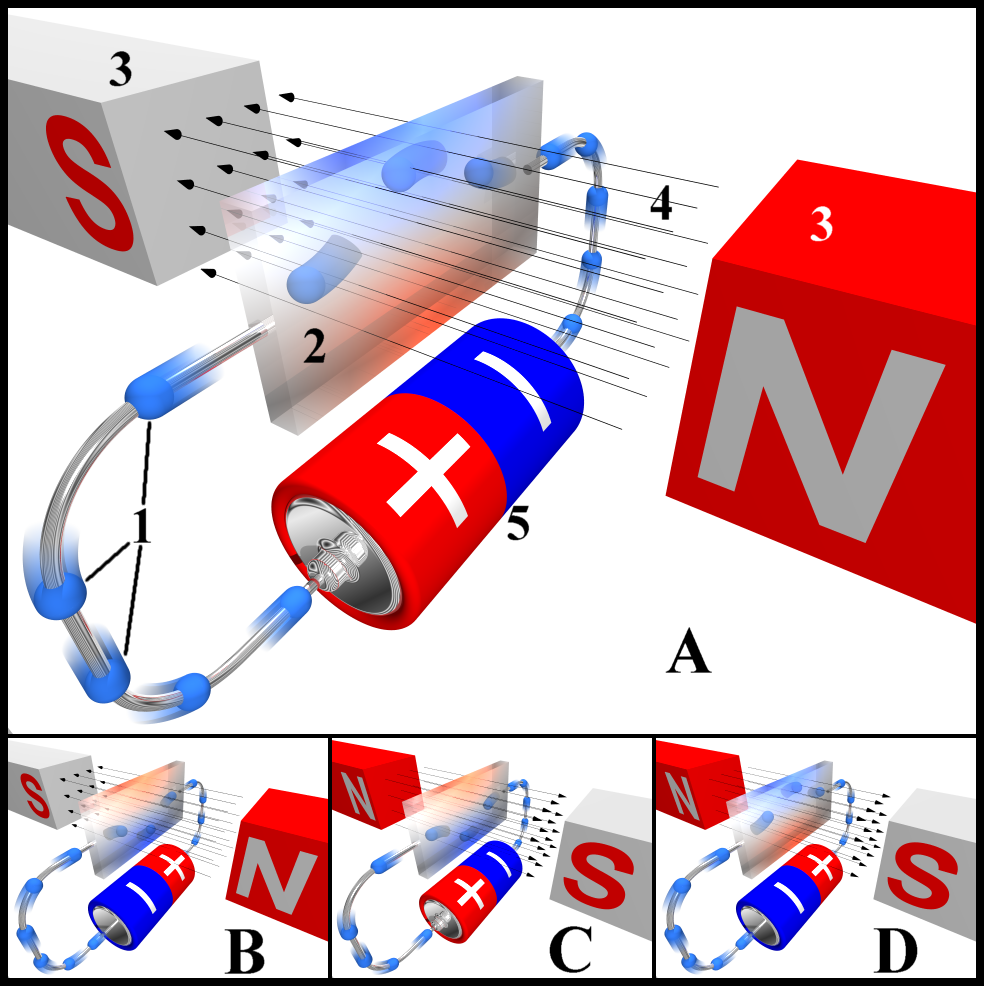
Hall-effect

Het hall-effect (ook wel aan elkaar geschreven: halleffect) is het verschijnsel dat een elektrische spanning optreedt in de dwarsrichting van een stroomdrager als loodrecht op de stroom- en dwarsrichting een magnetisch veld aangelegd wordt. Het effect is genoemd naar de onderzoeker Edwin Hall. De richting van de optredende spanning hangt af van de aard van de ladingsdragers. Het teken van de spanning als gevolg van het hall-effect van een halfgeleider wordt daarom gebruikt om te bepalen of de ladingsdragers overwegend gaten of elektronen zijn.

### Elektrische transformator

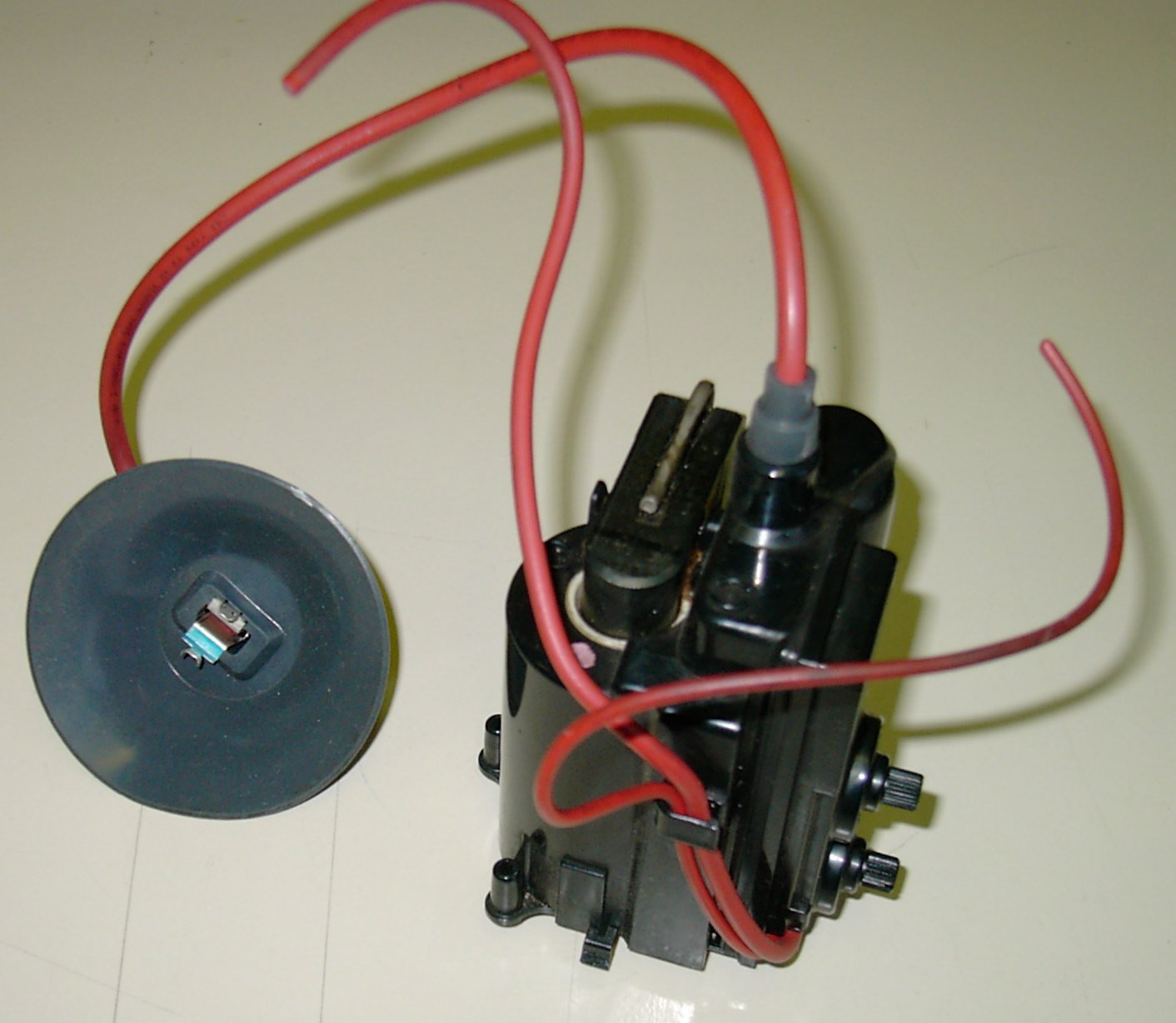
Hoogspanningstransformator van een kathodestraalbuis

Een transformator (veelal afgekort tot trafo (NL) of transfo (B)) is een statisch (dat wil zeggen zonder bewegende onderdelen) elektrisch apparaat, bestaande uit magnetisch gekoppelde spoelen. Stuurt men een veranderlijke stroom door een van de spoelen, de primaire spoel genoemd, dan wordt in de andere spoel(en), de secundaire, een spanning opgewekt. Een belangrijke toepassing is het omzetten van een hogere wisselspanning, zoals de netspanning, naar de gewenste lagere wisselspanning. De hogere wisselspanning op de primaire spoel met veel windingen veroorzaakt daarin een wisselstroom, die in de secundaire spoel met minder wikkelingen een lagere wisselspanning opwekt. De spanning is omlaag getransformeerd. Heeft de secundaire spoel meer wikkelingen dan de primaire dan wordt de spanning omhoog getransformeerd.
De verhouding tussen het aantal windingen van de primaire spoel en de secundaire spoel geeft de factor waarmee de spanning omhoog, dan wel omlaag wordt getransformeerd. Dit noemt men de transformatieverhouding.

### Elektrische motor

Draaiend magnetisch veld in een driefasige wisselstroommotor.

De werking van een elektromotor is gebaseerd op elektromagnetisme. De motor bestaat uit een stator en een rotor, die in de stator kan draaien. Van deze twee is in elk geval een uitgevoerd als elektromagneet. Afhankelijk van het type motor kan de ander uitgevoerd zijn als permanente magneet of elektromagneet. Door de krachtwerking van magnetische polen op elkaar, of door inductiewerking, gaat de rotor draaien.

### Elektrische generator

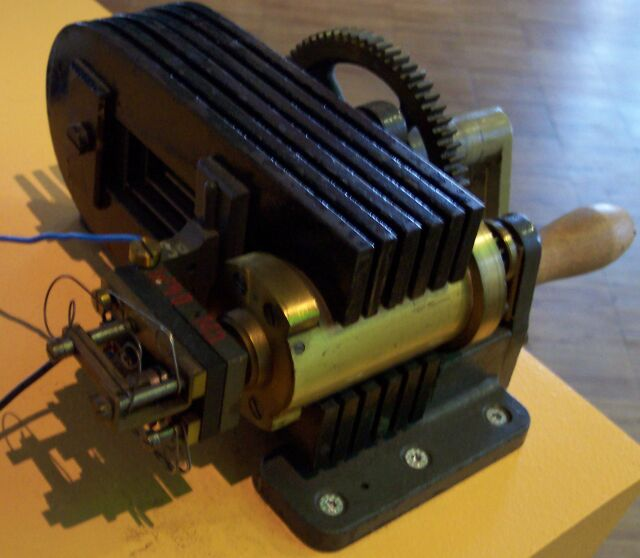
Demonstratiemodel van een dynamo

Een dynamo (of gelijkstroomgenerator) is een machine waarin mechanische energie, binnenkomend via een draaiende as, omgezet wordt in elektrische gelijkstroomenergie. Deze omzetting berust op het feit dat als een elektrische geleider door een magnetisch veld beweegt, er elektrische spanningen worden opgewekt in die geleider en er bij gesloten kring dus stroom gaat vloeien.